# Am Ohmberg
Am Ohmberg är en kommun i Landkreis Eichsfeld i förbundslandet Thüringen i Tyskland.
Kommunen bildades den 1 december 2010 genom en sammanslagning av de tidigare kommunerna Bischofferode, Großbodungen och Neustadt.